# Discodance
Discodance was een Nederlands platenlabel dat vanaf het eind van de jaren tachtig tot halverwege de jaren negentig zeldzame dance-tracks uitbracht op cd-single, in een oplage van 300 exemplaren. Het label was vergelijkbaar met andere Nederlandse dance-labels zoals Injection en Rams Horn. 
Het label bracht 117 cd-singles uit, voordat het ermee stopte vanwege matige verkoopcijfers. Uiteindelijk werden alle releases teruggetrokken vanwege een inbreuk op het copyright. Niet alle exemplaren konden worden teruggehaald. Sommige cd-singles zijn een collector's item, waaronder singles van Kylie Minogue en Carola Häggkvist.